# Paddhari
Paddhari é uma vila no distrito de Rajkot, no estado indiano de Guzerate.

## Geografia
Paddhari está localizada a 22° 26′ N, 70° 36′ L. Tem uma altitude média de 62 metros (203 pés).

## Demografia
Segundo o censo de 2001, Paddhari tinha uma população de 9225 habitantes. Os indivíduos do sexo masculino constituem 51% da população e os do sexo feminino 49%. Paddhari tem uma taxa de alfabetização de 65%, superior à média nacional de 59.5%: a literacia no sexo masculino é de 70% e no sexo feminino é de 59%. Em Paddhari, 13% da população está abaixo dos 6 anos de idade.